# MusikCube
musikCube es un reproductor de audio distribuido bajo la licencia BSD. Este reproductor es desarrollado por Casey Langen, anteriormente desarrollador del reproductor wxMusic, que abandonó el proyecto para centrarse en este reproductor. El motor, MusikCore, es multiplataforma, y puede ser usado en Linux junto con otra GUI diferente de la oficial.

## Descripción
Este reproductor es parecido en su interfaz a iTunes o Amarok, pero inferior en funcionalidad. Lo más destacable es su calidad de manejo de bibliotecas musicales, debido al uso de una base de datos SQL para el almacenamiento de los tags de los archivos. Otras características interesantes son la capacidad de rippear CD de audio o la posibilidad de usar plugins y códecs para extender su funconalidad. musikCube consume muy pocos recursos del sistema, haciéndolo una aplicación muy ligera; además de iniciar en muy pocos segundos.
Además ha sido traducido a varios idiomas, entre ellos el español.
Los formatos soportados, por medio del uso de plugins, son: AAC, WAV, WMA, MOD y MPC
Soporta scrobbling a Last.fm por medio de plugins.
Actualmente el desarrollo de este reproductor ha sido descontinuado, aunque algunos usuarios del foro oficial han desarrollados versiones bugfix, además de discutir sobre el posible desarrollo de musikCube 2, con el código fuente reescrito, debido a la imposibilidad de mantener el actual.